# Menozziola
Menozziola is een geslacht van insecten uit de familie van de Bochelvliegen (Phoridae), die tot de orde tweevleugeligen (Diptera) behoort.

## Soorten
- M. obscuripes (Schmitz, 1927)
- M. schmitzi (Menozzi, 1921)
- M. serialis Schmitz, 1928